# Macrocentrum stipulaceum
Macrocentrum stipulaceum är en tvåhjärtbladig växtart som beskrevs av John Julius Wurdack. Macrocentrum stipulaceum ingår i släktet Macrocentrum och familjen Melastomataceae. Inga underarter finns listade i Catalogue of Life.